# برينرية
البرينرية (بالإنجليزية: Brenneria)‏ هو أحد أجناس البكتيريا التابع لعائلة الأمعائيات ضمن شعبة المتقلبات.

## أصل التسمية
سمي هذا الجنس نسبة إلى عالم الجراثيم الأمريكي دون ج. برينر.

## الأنواع
يضم هذا الجنس الأنواع التالية:
- برينرية حمراء الوجه (باللاتينية: Brenneria rubrifaciens)
- برينرية سنديانية (باللاتينية: Brenneria quercina)
- برينرية سوداء (باللاتينية: Brenneria nigrifluens)
- برينرية صفصافية (باللاتينية: Brenneria salicis)
- برينرية فردوسية (باللاتينية: Brenneria paradisiaca)
- برينرية نغتية (باللاتينية: Brenneria alni)